# Let's Not Fall in Love
"Let's Not Fall in Love" (hangul: 우리 사랑하지 말아요; rr: Uri saranghaji marayo) é uma canção gravada pelo grupo sul-coreano Big Bang, contida em seu single E (2015) e em seu terceiro álbum de estúdio Made (2016). Foi lançada em formato digital em 5 de agosto de 2015 pela YG Entertainment. A canção recebeu análises positivas dos críticos de música, sendo descrita como uma canção clássica do grupo. "Let's Not Fall in Love" alcançou sucesso comercial liderando as paradas musicais Gaon Digital Chart na Coreia do Sul e Billboard World Digital Songs nos Estados Unidos.

## Antecedentes
Em 30 de julho de 2015, a primeira imagem teaser de anúncio do lançamento de "Let's Not Fall in Love" foi divulgada pela YG Entertainment. Mais tarde em 4 de agosto, foi revelado mais uma imagem, desta vez contendo os nomes dos responsáveis por sua produção. No mesmo dia, o Big Bang participou de uma contagem regressiva oficial, realizada em um evento ao vivo através do aplicativo "V" do portal Naver.

## Composição
Composta e produzida por Teddy Park e G-Dragon, "Let's Not Fall in Love" é uma canção de tempo mediano com vocais suaves realizados através de um modo melancólico. A faixa contém predominância do gênero pop com um clássico som dance sentimental, o que foi comparado ao single "Blue" do grupo. Musicalmente, ela também apresenta "uma variedade de vocais experimentais, melodias acústicas e sintetizadores indefinidos".
As letras da composição referem-se a um romance jovem e hesitante que é em última análise, mais autocentrado e defensivo do que carinhoso, capturando as inseguranças sutis do amor adolescente. Para a Billboard, o conteúdo lírico de "Let's Not Fall Fall in Love" engloba "os momentos assustadores que acompanham o início de um relacionamento", retratando "as pressões e preocupações de começar um novo relacionamento e se comprometer com uma pessoa, e a dor potencial que acompanha o risco de abrir-se para alguém".

## Recepção da crítica
"Let's Not Fall in Love" recebeu críticas favoráveis, sendo descrita como uma canção gentil e doce, em oposição aos lançamentos anteriores do Big Bang. Para Jeff Benjamin da Billboard, "Let's Not Fall in Love" mostra o grupo de forma mais sentimental, e apesar de soar como uma canção clássica do quinteto, ela torna-se única pela "falta de um refrão definitivo e T.O.P e G-Dragon mostrando novas cores nos vocais, ao contrário de seus habituais estilos de rap". Também escrevendo para a Billboard, Tamar Herman elogiou a versatilidade do grupo e  listou-a como sua quarta melhor canção. Para o site Osen a faixa é "cheia de emoções alegres e vibrantes" e acrescentou em sua análise, que a mesma possui uma beleza jovem e fresca, "expressa com base em uma emoção dolorosa".
O canal Fuse, descreveu "Let's Not Fall in Love" como "uma joia" e elogiou sua "produção exuberante que evoca uma gama de emoções". Para o jornal Philippine Daily Inquirer, "enquanto a maioria dos grupos masculinos de K-pop opta de forma segura pelo papel do namorado doce e sempre dedicado ou pela imagem do bad boy perigosamente atraente, o Big Bang continua explorando temas mais complexos mantendo o apelo popular", e completou sua análise afirmando que o grupo "atingiu um acorde emocional, genuíno e indescritível" com a canção.

## Vídeo musical
O vídeo musical de "Let's Not Fall in Love" foi gravado a fim de produzir cenas que remetem a um sonho e utilizando-se inteiramente de tons pastéis. Ele apresenta os cinco membros do Big Bang ao redor de um pátio escolar pouco iluminado, onde cada um assume o papel de namorado de cinco modelos diferentes. A produção destaca a felicidade de se apaixonar, através do uso de cores intensas e representações divertidas e inocentes de encontros entre cada casal, o que é  refutado pelas cenas de plano fechado, que enfatizam os rostos preocupados dos membros do grupo. Seu tom sonhador se reflete também como fragmentos de memória.

## Desempenho nas paradas musicais
Na Coreia do Sul, "Let's Not Fall in Love" estreou no topo da Gaon Digital Chart e Gaon Download Chart com vendas de 314,944 mil downloads digitais, tornando-se a quarta canção mais vendida em sua primeira semana de lançamento em 2015, adicionalmente, estabeleceu-se em número três na Gaon Streaming Chart com um total de 4.797 milhões de transmissões. Na semana seguinte, "Let's Not Fall in Love" permaneceu na liderança da Gaon Digital Chart, moveu-se para a posição de número dois da Gaon Download Chart obtendo vendas de 145,026 mil cópias e subiu para a primeira colocação da Gaon Streaming Chart com 6.263 milhões de transmissões.
Na China, "Let's Not Fall in Love" atingiu a primeira colocação na parada de vídeos da QQ Music Chart. Em Taiwan, foi eleita a quinta canção coreana mais popular do ano, através do serviço de música KKBox e nos Estados Unidos, liderou a Billboard World Digital Songs, sendo o terceiro número um do grupo na referida parada, o que transformou o Big Bang no artista coreano com o maior número de canções número um, juntamente com o cantor Psy.
| Paradas (2015)                                 | Melhor posição |
| ---------------------------------------------- | -------------- |
| Coreia do Sul (Gaon Weekly Digital Chart)      | 1              |
| Coreia do Sul (Gaon Monthly Digital Chart)     | 1              |
| Coreia do Sul (Gaon Weekly Download Chart)     | 1              |
| Coreia do Sul (Gaon Weekly Streaming Chart)    | 1              |
| Coreia do Sul (Gaon Weekly BGM Chart)          | 1              |
| Estados Unidos (Billboard World Digital Songs) | 1              |

| País           | Parada                        | Vendas    |
| -------------- | ----------------------------- | --------- |
| Coreia do Sul  | Gaon Download Chart (2015)    | 1,076,447 |
| Estados Unidos | Billboard World Digital Songs | 7,000     |
| China          | Kugou                         | 2,157,600 |

| Paradas (2015)                                 | Posição |
| ---------------------------------------------- | ------- |
| Coreia do Sul (Gaon Yearly Digital Chart)      | 33      |
| Estados Unidos (Billboard World Digital Songs) | 18      |

### Vitórias em programas de música
| Data                 | Programa         | Emissora |
| -------------------- | ---------------- | -------- |
| 16 de agosto de 2015 | Inkigayo         | SBS      |
| 23 de agosto de 2015 | Inkigayo         | SBS      |
| 21 de agosto de 2015 | Music Bank       | KBS      |
| 15 de agosto de 2015 | Show! Music Core | MBC      |
| 22 de agosto de 2015 | Show! Music Core | MBC      |

## Histórico de lançamento
| Região        | Data                 | Formato             | Gravadora        |
| ------------- | -------------------- | ------------------- | ---------------- |
| Coreia do Sul | 5 de agosto de 2015  | CD download digital | YG Entertainment |
| Mundo         | 5 de agosto de 2015  | CD download digital | YG Entertainment |
| Japão         | 12 de agosto de 2015 | CD download digital | YGEX             |